# 왕만위
왕만위(중국어: 王曼昱, 병음: Wáng Mànyù, 한자음: 왕만욱, 1999년 2월 9일~)는 중화인민공화국의 탁구 선수이다. 2020년 하계 올림픽에서 금메달을 차지했으며 2021년 세계 선수권 대회에서 여자 단식과 복식 우승을 차지했다.